# Iacopo Aconcio
Iacopo Aconcio, noto anche come Giacomo Aconzio (Trento o Ossana, 1492 circa – Londra, 1567 circa), è stato un filosofo, giurista, teologo, riformatore religioso e ingegnere italiano.

## Biografia
Figlio del giurista Girolamo, studiò giurisprudenza a Trento e lavorò a Ossana, per poi aprire, nel 1548, uno studio notarile a Trento. Assunto nel 1549 al seguito dell'arciduca Massimiliano d'Asburgo, per qualche anno visse a Vienna, dove scrisse le prime opere, il Dialogo nel qual si scuoprono le astutie che usano lutherani per ingannar i semplici [...] e la Somma brevissima della dottrina christiana. A dispetto del titolo, il Dialogo non è semplicemente un testo antiluterano, ma è soprattutto, come la Somma, uno scritto anticattolico: mentre è ancora in corso il Concilio di Trento, vi espone l'idea che la riforma della Chiesa debba avvenire dal basso, nell'intima convinzione di ciascun cristiano, in modo che, espandendosi e divenendo opinione comune, renda ineluttabile la necessità del rinnovamento religioso. Una tale posizione esprime la sua sfiducia tanto nella volontà delle gerarchie ecclesiastiche di proporre una seria riforma, quanto, soprattutto, la sfiducia nella necessità della stessa esistenza di una struttura ecclesiale. Pur ammettendo che ogni Stato abbia una propria confessione ufficiale, deve essere tollerata qualunque altra fede cristiana, dal momento che, secondo l'Aconcio, nessuno può pretendere di possedere la verità.
Dal 1556 fu a Milano dove assunse l'incarico di segretario del cardinale Cristoforo Madruzzo, vescovo di Trento e governatore di Milano ma abbandonò improvvisamente Milano nel giugno 1557 raggiungendo la Svizzera con l'amico romano Francesco Betti. Si ritiene che le ragioni dell'improvvisa fuga consistano nel pericolo rappresentato dalla ricerca, da parte dell'Inquisizione, dei responsabili della fuga dell'eretico Claudio Pralbino, già detenuto nelle carceri milanesi.
Già nicodemita, l'Aconcio, in quanto esule in una città riformata, dovette professare un'aperta fede protestante, per quanto le sue convinzioni lo avessero ormai portato al rifiuto di qualunque particolare confessione. A Basilea conobbe il tipografo Pietro Perna, suo futuro editore e, se pur non si erano già frequentati in precedenza, il noto umanista Celio Secondo Curione che lo raccomandò a Heinrich Bullinger, il capo della chiesa riformata di Zurigo, dove si stabilì e scrisse il De Methodo, hoc est, de recte investigandarum tradendarumque scientiarum ratione, un trattato sul corretto metodo di indagine razionale, stampato dal Perna a Basilea nel 1558. Pubblicò anche le opere viennesi, la Somma e il Dialogo, quest'ultimo in due edizioni col titolo mutato, il primo, in Dialogo di Giacopo Riccamati ossanese nel quale si scuoprone le astutie [...] e il secondo col titolo Dialogo di Giacopo Riccamati Ossanese nel quale in proposito del giorno del Giudicio [...].
Ospite di Bernardino Ochino, andò poi a Strasburgo e a Ginevra. Nel 1559 è a Londra, occupandosi di bonifiche e di progetti di fortificazioni. Aderì alla Chiesa riformata olandese ma il suo essere "infetto da opinioni anabattiste e ariane" lo escluse dai sacramenti, per decisione del vescovo londinese Edmund Grindal.
Nel 1564 tornò a Basilea, dove pubblicò quello stesso anno o nel 1565 gli otto libri delle Satanae Stratagemata (Le astuzie di Satana), ossia le opinioni dogmatiche che albergano in tutte le Chiese. Aconcio cerca di trovare il comune denominatore delle diverse opinioni in modo da ridurre al minimo le affermazioni dogmatiche.

## Il pensiero
Nel trattato De Methodo, hoc est de recta investigandarum tradendarumque artium ac scientiarum ratione, pubblicato a Basilea nel 1558, Aconcio distingue, muovendosi nell'ambito della speculazione aristotelica, i proposita, le proposizioni che definiscono i dati empirici dell'esperienza, dalle quaestiones, l'analisi dell'accertamento della verità delle proposizioni.
Il suo metodo di accertamento della verità è analitico, un metodo che intende svolgersi passando dalle proposizioni più generali alle più particolari, ritenendo che in questo modo, diversamente dal metodo sintetico, il soggetto conoscente resti legato ai dati dell'esperienza immediata, garantendosi una maggiore possibilità di appropriazione della verità.
Ne Gli stratagemmi di Satana l'Aconcio contestò l'adesione acritica alla religione cattolica richiamando la necessità di comportarsi nella pratica della vita come nelle teorie espresse nelle nostre più intime convinzioni; dalla constatazione che nelle discussioni sulla fede e nelle interpretazioni delle Sacre Scritture nascono controversie e odii, è necessario invitare al dialogo, dal momento che «chi si dedichi alla lettura delle divine scritture, non spinto da una vana curiosità o dall'ambizione di riuscire un acuto controversista intorno alle cose divine, ma da una vera devozione verso Dio e da un astratto desiderio di salvezza, non avrà nessuna difficoltà a conoscere quali questioni siano futili e vuote e quali non sono indegne di essere svolte».
Essendo il fine della dottrina cristiana il procacciamento della vita eterna, l'uomo di fede dovrà vivere facendo riferimento alla testimonianza di Gesù Cristo; molte sono invece, secondo Aconcio, le inessenziali interpretazioni speculative che risalgono unicamente a forme di pensiero umano: anche queste sono stratagemmi di Satana che vogliono distogliere l'uomo dalla retta via, negandogli il riconoscimento della verità e seminando la discordia, attraverso controversie di natura dogmatica, le quali sono fra le cause più comuni del sorgere e della diffusione dell'intolleranza. La persecuzione religiosa, derivata dalla pretesa di essere i depositari delle verità dogmatiche, è una manifestazione satanica: la salvezza si raggiunge attraverso la fede in Cristo, non già mediante l'accettazione di dogmi.

## Opere
- De methodo e opuscoli religiosi e filosofici cura di Giorgio Radetti, Firenze: Vallecchi, 1944
- Dialogo nel qual si scuoprono le astutie che usano lutherani per ingannar i semplici et tirargli dalla parte loro, cosa in ogni christiano in questi tempi sommamente necessaria da intender
- Somma brevissima della dottrina christiana

### Edizioni
- Opere, 2 voll., Vallecchi, Firenze, 1944-1946.